# Sindrom kavde ekvine
Sindrom kavde ekvine je skupina simptomov in znakov, ki so posledica stiskanja dveh ali več živčnih korenin (imenovanih kavda ekvina ali konjski rep) v ledvenem delu hrbtenice. Simptomi in znaki bolezni vključujejo bolečino v ledvenem delu hrbtenice, sevajočo bolečino v nogo, odrevenelost okoli področja zadnjika, izguba nadzora nad zadnjikom in mehurjem. Simptomi lahko nastopijo nenadno ali pa postopno.
Ponavadi je vzrok hernija diskusa v ledvenem delu hrbtenice. Drugi možni vzroki so spinalna stenoza, rak, poškodba (npr. zlom ledvenega vretenca), epiduralni absces, epiduralni hematom Sum na bolezen temelji na simptomatiki, za potrditev pa je potrebna tehnika slikanja, kot sta slikanje z magnetno resonanco ali računalniška tomografija.
Običajno je potreben kirurški poseg, in sicer laminektomija (odstranitev plošče vretenčnega loka s trnastim odrastkom). Nekateri simptomi, kot so težave s sečnim mehurjem, spolna disfunkcija in občutek odrevenelosti, lahko vztrajajo kljub kirurškemu posegu. Pri okoli 20 % bolnikov je prognoza kljub zdravljenju slaba. Sindrom kavde ekvine letno prizadene okoli enega človeka na 70.000. Sindrom so prvič opisali leta 1934.